# Kjell Schneider
 Kjell Schneider (Kiel, 4 de outubro de 1976) é um ex-jogador de vôlei de praia alemão medalhista de bronze no Campeonato Mundial de 2005 na Alemanha.

## Carreira
No vôlei de quadra (indoor) atuou pelo FT Adler Kiel a partir do ano de 1983, e competiu partir de 1991 quando fez transição para o vôlei de praia.Em 1997 estreou no Circuito Mundial ao lado de Börrje Schneider no Aberto de Berlim, nos anos de 1998 e 1999 esteve no referido evento com Malte Homeyer.
Com Malte Homeyer disputou o circuito mundial na temporada de 2001; e obtiveram a quarta posição na etapa Challenge de Kiev.A partir de 2002 formou dupla com Julius Brink obtendo como melhor resultado a nona posição no Aberto de Cádiz e esteve nos Abertos de Fortaleza e Mallorca ao lado de Drazen Slacanin.
E jogando novamente com Julius Brink disputaram a temporada de 2003 obtendo o quinto posto no Campeonato Europeu de Alanya e nono lugar no Aberto de Espinho pelo circuito mundial. Renovaram a parceria para o ano de 2004, disputaram o Campeonato Europeu na etapa de Timmendorfer Strand e terminaram na décima sétima posição; e no circuito mundial conquistaram a nona colocação no Aberto de Mallorca, sétimo no Aberto de Stare Jabłonki.
No período de 2005 continuo com Julius Brink,  chegaram em nono lugar no Grand Slam de Klagnefurt, sétima posição no Aberto de Xangai, nono  em Gstaad, quinto no Aberto de São Petersburgo, o terceiro lugar no Grand Slam de Paris e o título no Aberto de Espinho, e finalizou a temporada com David Klemperer quando terminaram na quarta posição no Aberto da Cidade do Cabo, todas válidas e pelo circuito mundial,  conquistaram a medalha de bronze na edição do Campeonato Mundial de 2005 sediado em Berlim.
Com David Klemperer  esteve competindo na temporada de 2006, obtendo vice-campeonato da etapa de Hamburgo do Circuito Europeu, também o terceiro lugar no Circuito Alemão, sendo o melhor desempenho com o quinto lugar no Grand Slam de Stavanger e as sétimas posições no Aberto de Roseto degli Abruzzi e no Grand Slam de Gstaad, recebendo o Distintivo Esportivo do Estado de Schleswig-Holstein. Em 2007 forma dupla com Florian Huth alcançou trigésimo sétimo lugar no Mundial em Gstaad e no circuito mundial o melhor desempenho da dupla foi o décimo sétimo lugar no Abertos de Marseille e Stare Jabłonki, já no ano seguinte eles obtiveram na etapa Satélite de Lausana  o sétimo lugar e aposentou-se ao final da temporada.

## Títulos e resultados
- Aberto de Espinho do Circuito Mundial de Vôlei de Praia:2005
- Grand Slam de Paris do Circuito Mundial de Vôlei de Praia:2005
- Aberto da Cidade do Cabo  do Circuito Mundial de Vôlei de Praia:2001
- Etapa Challenge de Kiev do Circuito Mundial de Vôlei de Praia:2001
- Ficheiro:Bronbze medal icon.svg Circuito Alemão de Vôlei de Praia:2006